# Легенда о Сурамской крепости (фильм)
«Легенда о Сурамской крепости» (груз. ამბავი სურამის ციხისა) — художественный фильм, Грузия-фильм, 1984. Прокат (1986) — 400 000 зрителей.

## Сюжет
Экранизация древней грузинской легенды о Сурамской крепости. Народ Грузии, готовясь к защите своей страны от нападения иноземных поработителей, возводил крепость, но каждый раз, когда стена достигала уровня крыши, она обрушивалась. «Стена выстоит, если в нее будет замурован самый прекрасный юноша», — сказала гадалка. И нашелся юноша, который совершил самопожертвование ради спасения Отечества. Благодаря этой жертве крепость была воздвигнута, и никто и ничто уже больше не могло ее разрушить. 
Фильм посвящен грузинским воинам всех времен, отдавшим жизнь за Отечество. 

## В ролях
- Софико Чиаурели — Гулисварди (Вардо)
- Лела Алибегашвили — Вардо в юности
- Давид Абашидзе — Осман-ага / волынщик
- Зураб Кипшидзе — Дурмишхан, возлюбленный Вардо
- Леван Учанейшвили — Зураб
- Верико Анджапаридзе — старая гадалка
- Мзия Арабули
- Паата Бараташвили
- Тамаз Данелия
- Нодар Дугладзе
- Елена Кипшидзе
- Абессалом Лория
- Манана Сурмава
- Гиви Тохадзе — придворный князя
- Дудухана Церодзе
- Тамара Цицишвили
- Гия Бурджанадзе
- Вадим Спиридонов — текст от автора

## Призы
- Специальный приз жюри МКФ в Трое (1986);
- Приз за лучшую режиссуру на МКФ в Сиджесе (1986);
- Приз жюри МКФ в Безансоне (1986);
- Приз критиков МКФ в Сан-Паулу (1987);
- Приз за лучший инновационный фильм МКФ в Роттердаме (1987).